# Kabou (Togo)
Kabou ist eine Stadt in der Präfektur Bassar in der Region Kara im Nordwesten von Togo. Aufgrund seiner zentralen Lage wird der Ort als Marktplatz genutzt, auf dem Menschen aus Ghana, Bassar, Lama-Kara und Guérin-Kouka anreisen, um Waren zu verkaufen. Ursprünglich war Kabou für den Eisenexport aus einer Mine in Bandjeli bekannt, das etwa 20 km außerhalb von Kabou liegt, bis es später zur Privatisierung kam.

## Geschichte
Die Stadt wurde von Oukpan, auch bekannt als Le Guerrier, der Jäger, gegründet. Die Landessprache ist Bassar.